# Енсінедо
Енсінедо (ісп. Encinedo) — муніципалітет в Іспанії, у складі автономної спільноти Кастилія-і-Леон, у провінції Леон. Населення — 870 осіб (2010).
Муніципалітет розташований на відстані близько 320 км на північний захід від Мадрида, 90 км на південний захід від Леона.
На території муніципалітету розташовані такі населені пункти: (дані про населення за 2010 рік)
- Ла-Банья: 536 осіб
- Кастроінохо: 18 осіб
- Енсінедо: 39 осіб
- Форна: 27 осіб
- Лосаділья: 48 осіб
- Кінтанілья-де-Лосада: 109 осіб
- Робледо-де-Лосада: 39 осіб
- Санта-Еулалія-де-Кабрера: 32 особи
- Трабасос: 22 особи

## Демографія
Динаміка населення (INE ):